# Distretto di Boinsen
Il distretto di Boinsen è un distretto della Liberia facente parte della contea di Bong.